# Nomenan
Nomenan ist ein Ort in der Provinz Centro Sur in Äquatorialguinea. Er liegt nordöstlich von Evinayong.

## Geographie
Der Ort gehört zum Einzugsgebiet von Evinayong. Er liegt zwischen Ndyengayong und Ovengasi (NO), sowie Mabono, Alum (S) und Mviga.

## Klima
Nach dem Köppen-Geiger-System zeichnet sich Nomenan durch ein tropisches Klima mit der Kurzbezeichnung Am aus.